# Przypór (899 m)
Przypór (899 m)lub Przybór (898 m) – szczyt w Grupie Lipowskiego Wierchu i Romanki w Beskid Żywiecko-Orawskim. Znajduje się w północnym grzbiecie Skały, który poprzez Lachowe Młaki, Juszczynkę i Przypór ciągnie się po dolinę potoku Juszczynka w Juszczynie. Południowo-zachodnie stoki Przybora opadają do potoku Bystrzanka, północne i północno-wschodnie do Juszczynki. Obecnie wierzchołek i stoki Przypora są porośnięte lasem, ale na północno-zachodnim grzbiecie znajduje się zarastająca polana Palenica. Dawniej Przypór był znacznie bardziej bezleśny; na topograficznej (niezaktualizowanej) mapie Geoportalu zaznaczona jest duża polana na jego grzbiecie. Jeszcze obecnie na zdjęciach lotniczych tej mapy widoczne są zarastające pozostałości dawnych polan na jego stokach. Od drugiej połowy XIX wieku po II wojnę światową Żywiecczyzna była przeludniona i na potrzeby rolnictwa wyrąbano większość lasów w górach, zamieniając je na pola uprawne i hale pasterskie. Po II wojnie światowej stopniowo zaprzestawano uprawy tych mających niewielką wartość rolniczą kamienistych pól położonych na stromych nieraz stokach, w latach 80. załamało się także pasterstwo. Nieużytkowane pola i hale zalesiono lub samorzutnie zarastają lasem.
Przypór znajduje się w granicach wsi Juszczyna w województwie śląskim, w powiecie żywieckim, w gminie Radziechowy-Wieprz. Na jego szczycie jest punkt triangulacyjny. Grzbietem Przypora prowadzi znakowany szlak turystyki pieszej.

## Nazwa
Przypór to nazwa używana przez miejscową ludność i zatwierdzona przez Komisję Turystyki Górskiej Oddziału PTTK „Ziemia Wadowicka” w 1981 r. Jest to nazwa pochodzenia wołoskiego i oznacza górę o stromym zboczu. W 1855 r. na mapie Kummersberga pojawiła się błędna nazwa Przybór, potem powielana przez polskie mapy. Na Słowacji jej odpowiednikiem jest nazwa Připor lub Priepor. Państwowy rejestr nazw geograficznych i bazująca na nim lotnicza mapa Geoportalu podają prawidłową nazwę Przypór.

## Szlaki turystyczne
Juszczyna – Przypór – Juszczynka – Lachowe Młaki. Czas przejścia: 1:20 h, ↓ 0:45 h